# Georg Herting

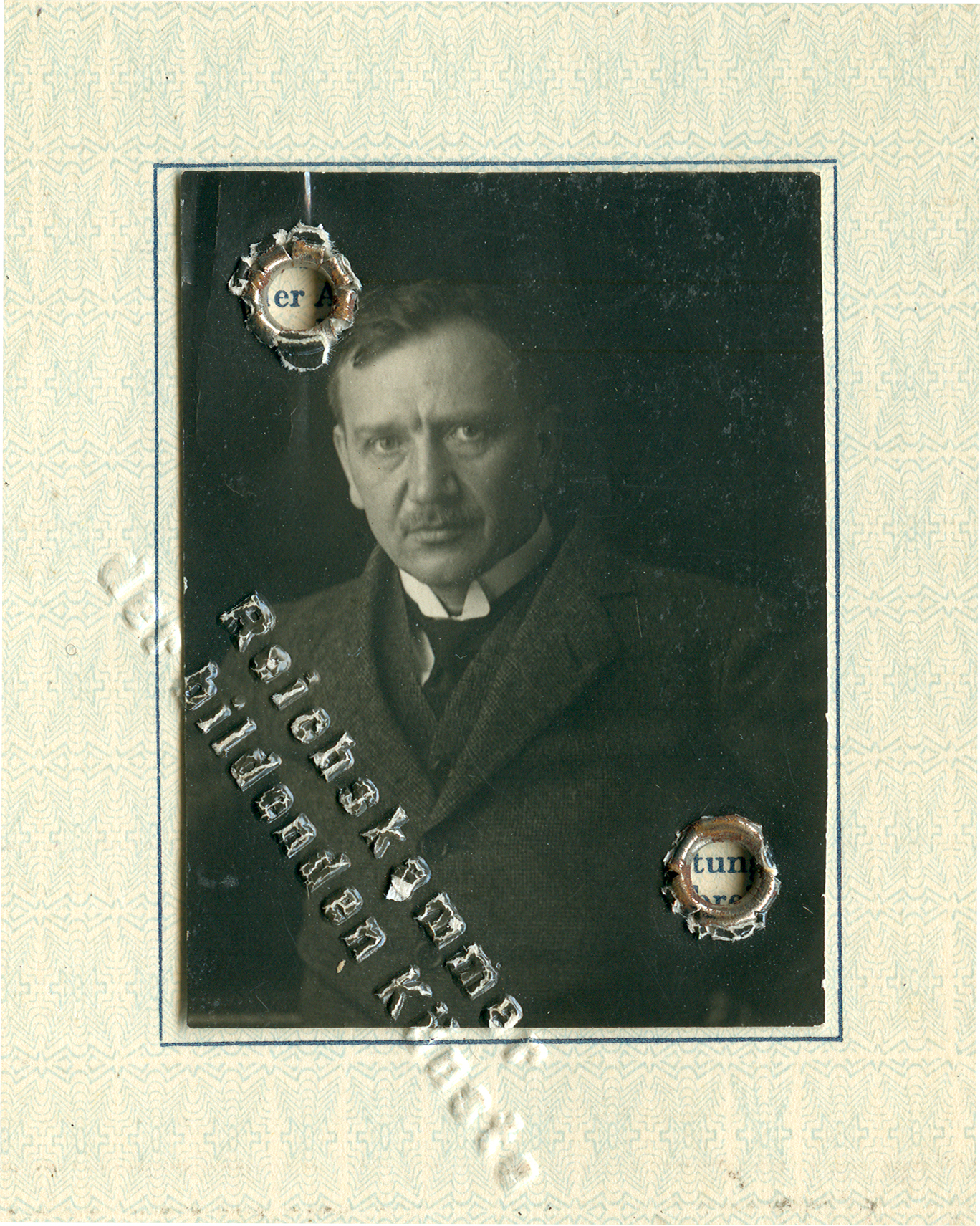
Ausweis-Foto von Georg Herting als Mitglied im Fachverband Bund deutscher Bildhauer, 1934

Georg Herting (* 28. September 1872 in Linden; † 22. Januar 1951 in Hannover) war ein deutscher Bildhauer.

## Leben
Georg Herting studierte bei Wilhelm von Rümann an der Kunstakademie München und lebte ab 1896 als freischaffender Bildhauer in Linden. Obwohl in Linden geboren, erhielt er erst 1897 das Bürgerrecht der inzwischen zur selbständigen Stadt aufgestiegenen ehemaligen Landgemeinde Linden.
1906 wurde er Mitglied des Hannoverschen Künstlervereins.
Herting lehrte als Dozent für Ornament- und Figuren-Modellieren an der Technischen Hochschule Braunschweig, am 3. März 1911 ernannte ihn Herzog Johann Albrecht zu Mecklenburg als Regent des Herzogtums Braunschweig zum außerordentlichen Professor der Hochschule. 1914 wurde er mit dem preußischen Roten Adlerorden 4. Klasse ausgezeichnet.
Zahlreiche seiner Skulpturen und Bildwerke prägen noch heute das Stadtbild Hannovers. In den 1930er und 1940er Jahren näherte sich sein Stil stark der vorherrschenden Kunst im Nationalsozialismus an.
Georg Hertings Grab befindet sich auf dem Stadtfriedhof Ricklingen in Hannover.

## Werke (unvollständig)
- um 1902: Relieffries „Hauptmomente in der Entwicklung der Menschheit“ am Provinzialmuseum in Hannover (mit Karl Gundelach und Georg Küsthardt)
- um 1910: „Brezelmänner“ am Bahlsen-Verwaltungsgebäude in Hannover, Podbielskistraße (vgl. Goldener Leibnizkeks)
- 1910: Denkmal für Julius Trip (Muschelkalk) im Maschpark in Hannover
- 1912: Hänsel-und-Gretel-Brunnen (Terrakottafiguren) in Hannover, Lister Straße, an der Rückseite des Bahlsen-Gebäudes (unter Denkmalschutz)
Die Figuren wurden 1956 durch Kreuzmann erneuert.[1]
- 1914: Duve-Brunnen in Hannover, ursprünglich am Neustädter Markt, seit 1952 am Leibnizufer (unter Denkmalschutz)
- 1922: Arbeiterfiguren am Gebäude der Commerzbank in Hannover, Theaterstraße 11 (unter Denkmalschutz)
- 1935: Egestorffdenkmal in Hannover-Linden-Süd
- 1941: Arbeiter-Standbild am Werkseingang der Hanomag in Hannover-Linden, Göttinger Straße 14 (unter Denkschutz)

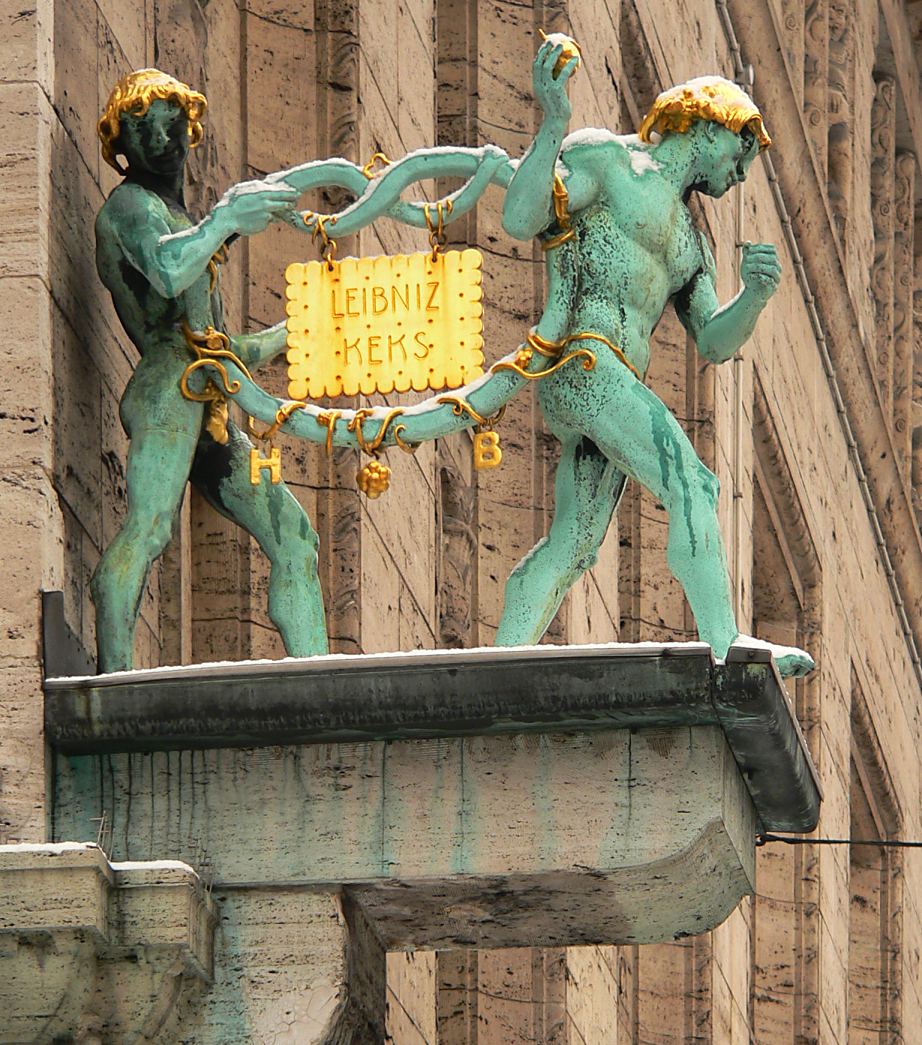
Brezelmänner mit dem Leibniz-Keks
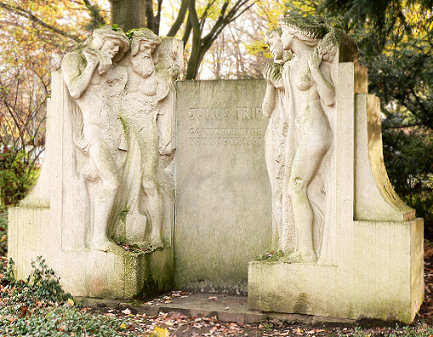
Trip-Denkmal im Maschpark
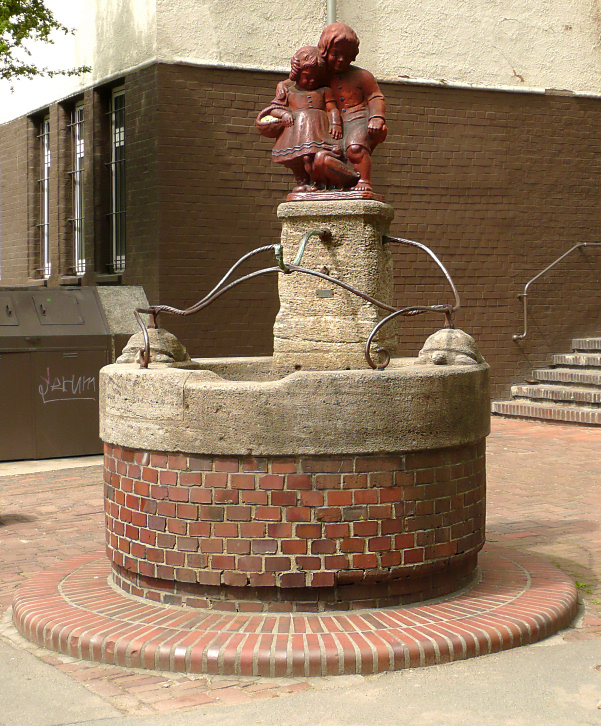
Hänsel-und-Gretel-Brunnen an der Lister Straße
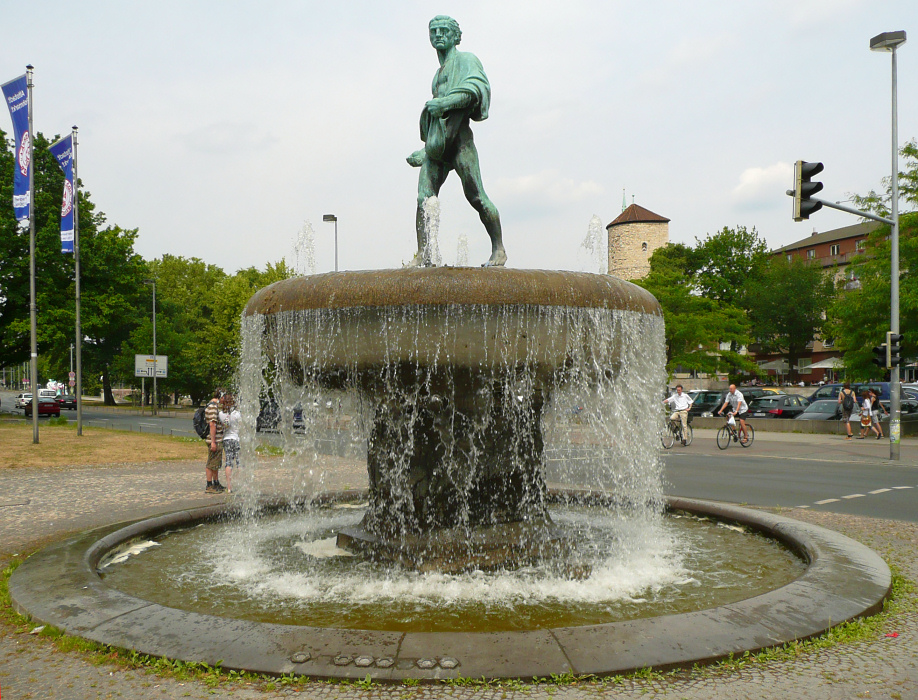
Duve-Brunnen am Leibnizufer
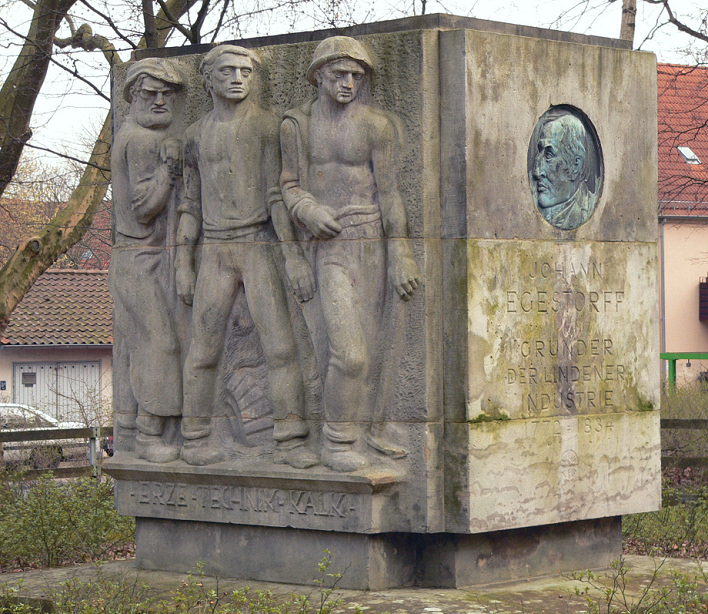
Egestorffdenkmal
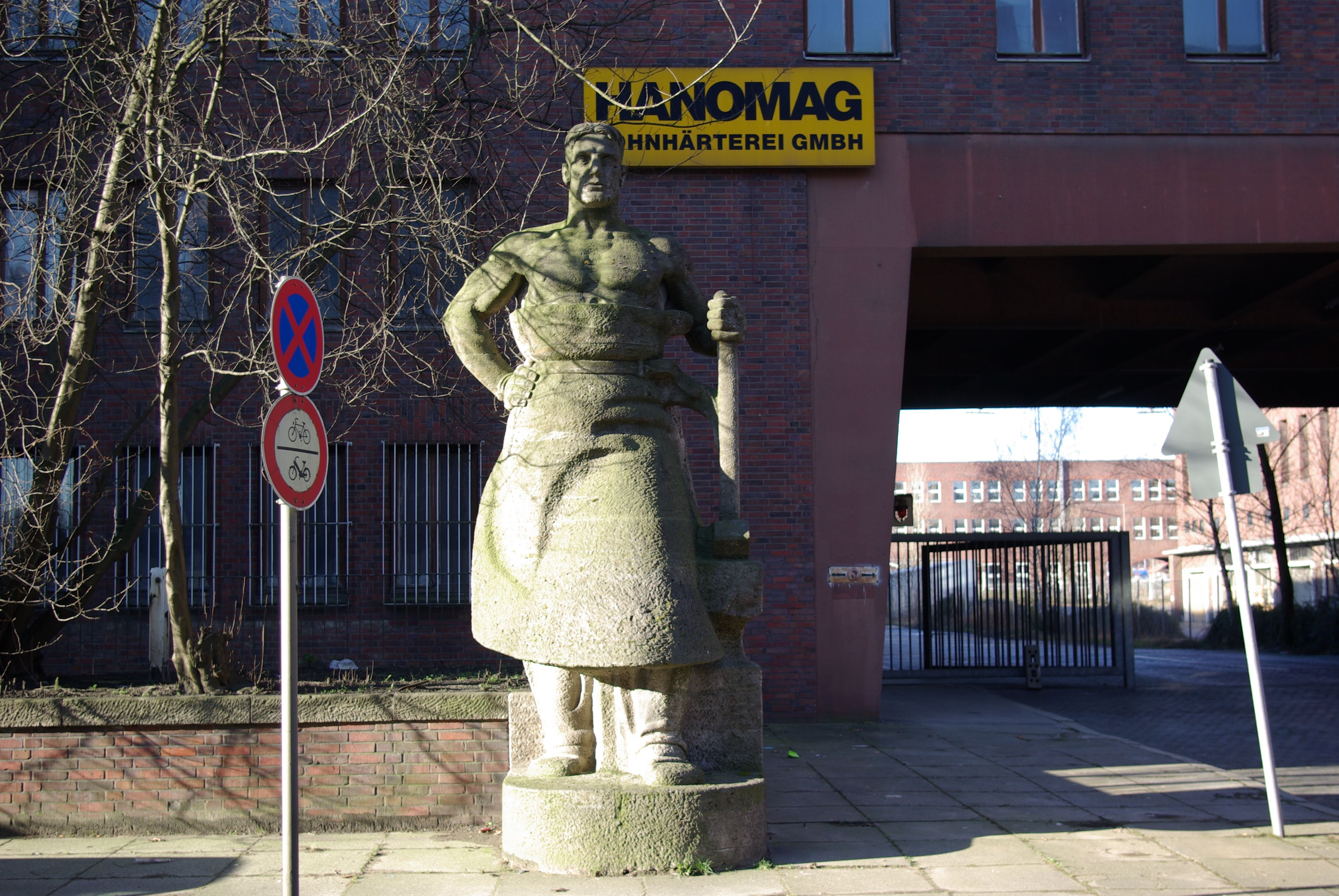
Arbeiter-Standbild am Eingang der Hanomag
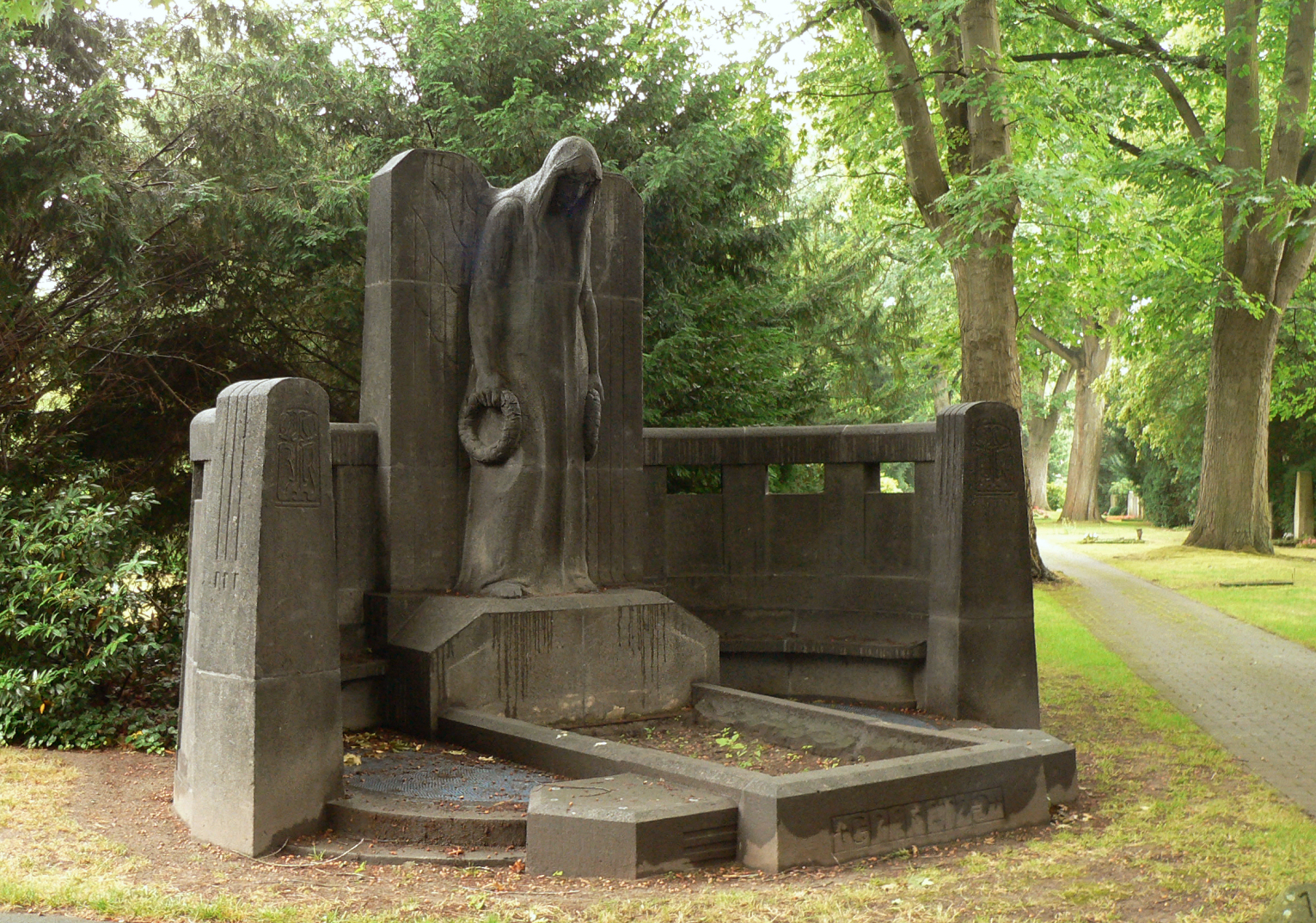
Mit Karl Ross: Grabmal für den Bankier Ferdinand Peretz auf dem Engesohder Friedhof von 1903